# Van Breyll
De familie Van Breyll, ook wel von Breil, is een adellijk geslacht uit Heinsberg en stamt van nabij Geilenkirchen.
Het geslacht Van Breyll stamt af van de familie Van Moelenbach, die op haar beurt voortkomt uit het oudere geslacht Mulrepas (ook geschreven als Molrepesch of Molrebeis) en had toen zijn hoofdzit op Kasteel Rimburg. Ze behoort tot dezelfde stam als Scheiffart van Merode, Struver van Hulsberg ; Crummel van Eynatten ; Loef van Horn . Deze familie was al in de 14e eeuw gevestigd op het kasteel Eys

## Geschiedenis
Het adellijke aanzien van de familie Van Breyll werd gelegd door Wynand von Breyll, die landcommandeur van de Duitse Orde was van 1536 tot 1554, het jaar waarin hij overleed.
Door huwelijken verkrijgt de familie bezittingen in het Maasland. Nicolaus von Breil zu Eys (en Oud-Valkenburg) wordt in 1586 onder andere met goederen in Sibbe beleend. Door zijn huwelijk met de erfvrouwe van Limbricht, Maria van Streithagen (?-1636) in ca. 1573, komen in 1619 haar bezittingen aan zijn nageslacht.
Het geslacht is in 1706 uitgestorven.

## Leden van de familie

### Huis Beyll
- Winand van Moelenbach dit Breyll (1465) gehuwd met Adelheid (Aeleyt) van Streithagen, dochter van Gerhard[3][4]
  - Steffen gehuwd 1481 met Elsgen Gartzwylre dochter van Johengen, Burgers van Düren, zonder kinderen[5]
  - Goedart[5]
  - Gerart (-1517) gehuwd (1492) Maria von dem Sande, dochter van Werner en Adelheid[5]
    - Adelheid erfdochter Huis Breyl gehuwd (1512) Reynart Goltstein zu Dilborn[5]
    - Anna gehuwd Thomas von Gronsfeld dit von Nevelstein (-in 1548)[5]
      - kanunnik in Kapittel van Sint-Servaas[6]

  - Winant van Breyl[5]
    - Johan van Breyl Stadhouder Ambacht Ubach voor de Abdij van Thorn[5]

### Huis Eys
- Van Breyll gehuwd met Ghoir[7]
  - Nicolaas van Breyll (-1589) heer van Eys huwde in 1573 met Maria van Strythagen, dochter van Johan en Maria van Ghoor.[8][9][10] Zij erfde Limbricht in 1619 na de dood van Maria Scheiffart, omdat die laatste (gehuwd met Adolf van der Horst) geen kinderen had.[11] getrouwd van 1593 tot 1613 met Melchior van Tzevel van den Edelenbandt tot Puth, zoon van Hendrik van Tzevel en Catharina van de Ellenbampt.
    - Winandt van Breyll (-1665)[12] heer van Eys, getrouwd met Helena van Eynatten, dochter van Franz van Eynatten en zijn vrouw von Hoemen und Odenkirchen tot Neuerburg[13][14][15][16] Hij trouwt voor een tweede keer.
      - Hans Wynands[17]
      - Maria Odilia gehuwd met Johann von Berghe gen. Trips, met nakomelingen die Johann Reyner het recht op Huis Eys betwisten.[18][17]. Heer en vrouwe van Niederlinter, door koop (1653), een Brabants leen[19]
      - Johann Reyner van Breyl tot Eys (1653, -1687), Uit het tweede huwelijk.[20][21]

    - Judith[15]
    - Nicolaas[15]
    - Joachim van Breyll getrouwd met Oda van Cortenbach[8][22]
      - Judith (1555, 1563) getrouwd met Willem von Berghe gen. Trips (1563)[23][24]
      - Winand van Breyll (1555, 1563)[25]
      - Nicolaas van Breyll (1555, 1563)[25] gehuwd in 1617/9[26] met Maria van Eynatten te Neuborg[8][27]
        - Arnold, jong gestorven[27]
        - Herman Winand van Breyll (-1678), heer van Limbricht[27]
        - Johanna Helena (-1686) abdis te Susteren[27]
        - Maria Elisabeth (1625-) gehuwd in 1644 met Wolfgang-Willem Baron van Bentinck, heer van Obbicht, Wolfrath en Papenhoven, ambtsman van Born en Millen[27]
        - Elisabeth Cecilia van Breyll (1625-1706)[27][28]

### Huis Fischenich
- Winand van Breyll getrouwd 1565 met Margaretha von Fischenich, dochter van Hermanns von Fischenich[29]
  - Odilia van Breyll (-1639) getrouwd 1594 Wilhelm von Goltstein zu Müggenhausen (-pre1598)[30], zijn tweede huwelijk.[31][32] Zij hertrouwde in 1611 Conrad Quad von Wickrath zu Alsbach[33]
  - Hermann van Breil getrouwd Anna Perez (-1619), zij hertrouwd (voor 1609) met Johann van Siegen tot Sechten.[8][34][35] Hun jongste zoon Ludwig von Siegen (1609-1680) was de ontwikkelaar van de Mezzotint techniek[36]
    - Marcus Ernst van Breyl (-1625) Luitenant-kapitein in dienst van Graaf Willem van Nassau[37]

### Andere leden
- Johannes van Breidel (1285)[38]
- Wynand van Breyll (? - 1554), landcommandeur van de Duitse Orde (1536-1554) en commandeur van de ordeheerlijkheid Gemert en gouverneur van Friesland, Groningen en Overijssel. Ook nam hij deel aan een veldtocht tegen de Turken (wellicht deed hij dit samen met onder andere Edmond Huyn van Amstenrade.[bron?])[39]. Dit zal voor Ferdinand zijn, die in 1542 probeerde Boeda en Pest terug te veroveren. [40][41]

- Van Breyll gehuwd met Jutta van Gronsfelt gen. van Muelsteine (1520)[42]
  - Wijnant van Moelenbach gen. van Breyll (1520)[43]
  - Jachym van Moelenbach gen. van Breyll (1520)[43]

- Judith van Breyl weduwe van Wijnand van Breugel, hertrouwd met Hans Jakob Brenneysen [44]

- Otilia van Breyl (1616) gehuwd met Wilhelm von Horrion zu Herl[45]

- Margarethe van Breyll, Abdis van het Annaklooster in Aken[46]
- Maria van Breil (1563), Overste St. Annaklooster in Aken[47]

- Wynand von Breyl gehuwd (1625?) Juliana Agnes Beyssel van Gymnich tot Schmidtheim weduwe von dem Bongardt, dochter van Richard en Margaretha van Harff tot Dreiborn[48][49]

## Titels
Leden van het geslacht Van Breyll waren onder meer:
- lid van de Ridderschap van het Land van Valkenburg
- 1612: heer van de heerlijkheid Eys (vanaf de 17e eeuw - de heerlijkheid werd in 1685 verkocht aan graaf Georg Friedrich von Waldeck und Pyrmont (1620-1692)
- baron van Eys
- 1619: heer van de heerlijkheid Limbricht

## Bezittingen
De familie bezat onder andere de volgende kastelen en adellijke huizen:
- Limbricht: kasteel Limbricht (1619-1706)
- Oud-Valkenburg: kasteel Genhoes (1586-1592/1608-1632)
- Eys: kasteel Eys (1609-1755)
- Maastricht: kasteel van Limmel (1509-1565)